# Shine a Light (롤링 스톤스의 노래)
〈Shine a Light〉는 영국의 록 밴드 롤링 스톤스의 1972년 음반 《Exile on Main St.》이 발표한 곡이다.